# سیستم‌عامل نیوتن
سیستم‌عامل نیوتن (انگلیسی: Newton OS) یک سیستم‌عامل رهاشده برای دستگاه نیوتن اپل در بین سال های ۱۹۹۳ و ۱۹۹۷ بود. این سیستم‌عامل با ++C نوشته شده و جزو اولین دستگاه های دستیار دیجیتال شخصی در آن زمان بوده است.

## تشخیص دست‌خط
در نسخه های اولین این دستگاه قابلیت تشخیص خط افزوده شده بود که دست خط را تبدیل به متن میکرد
نسخه های اولیه دارای نقاط ضعفی بودند که منجر به تبلیغات منفی شد با این حال، با انتشار رایانه‌های شخصی نیوتن مبتنی بر نسخه 2.0 سیستم‌عامل، تشخیص دست‌خط به‌طور قابل‌توجهی بهبود یافت، سپس دو تشخیص‌دهنده جدید توسط وسط اپل ایجاد شد: روزتا و موندلو اپل. تشخیص دست خط نیوتن، توسط بسیاری از بازبینان، آزمایش کنندگان و کاربران به عنوان بهترین در صنعت شناخته شده است، حتی 10 سال پس از معرفی آن این توسط گروه فناوری پیشرفته اپل توسعه داده شد و در سال 2012 به عنوان "اولین سیستم تشخیص دست خط قابل استفاده واقعی در جهان" توصیف شد.

## نگارخانه

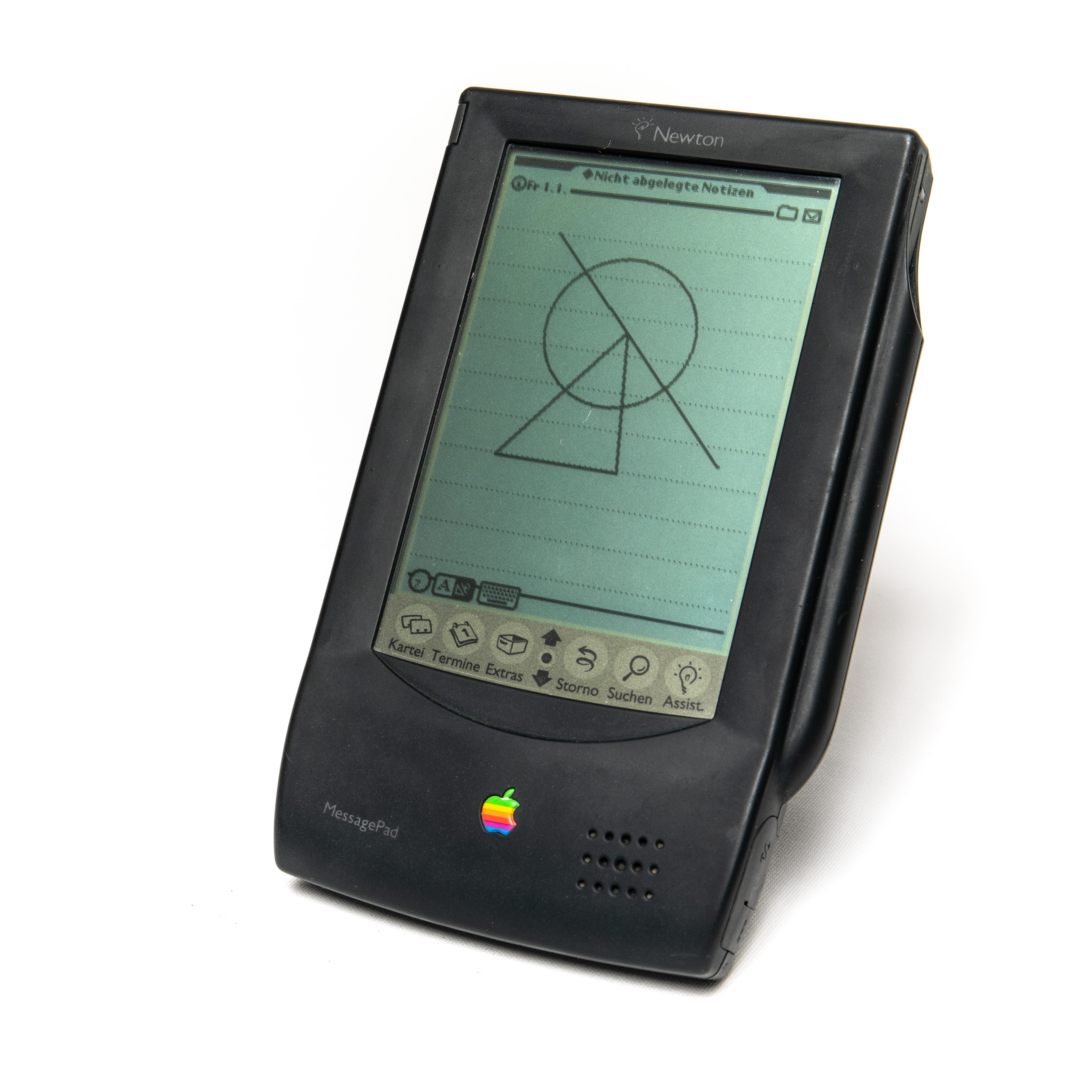
نگاره نیوتن اپل
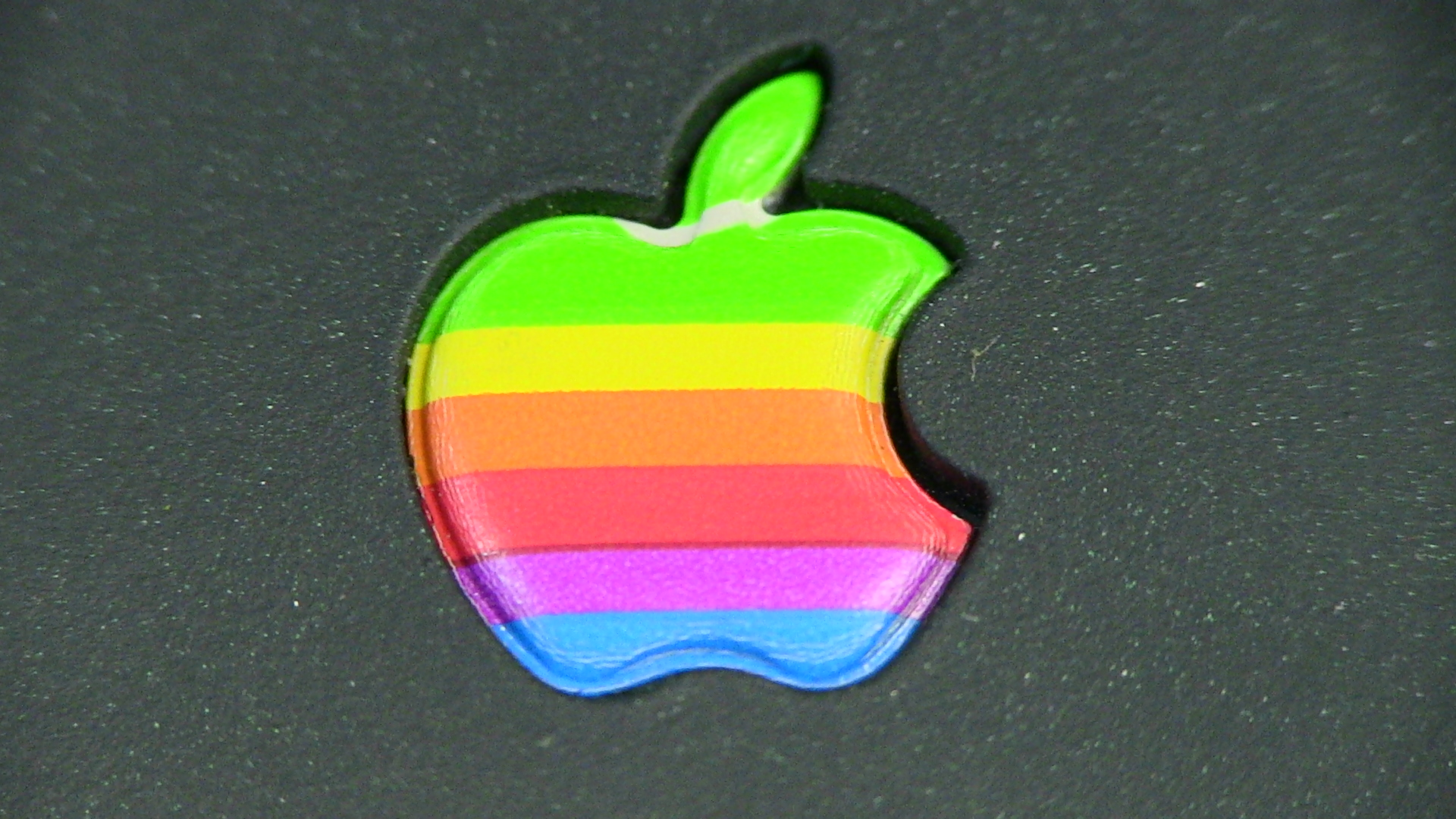
لوگو رنگی اپل در آن سال‌ها